# ロザリン・カーター
エレノア・ロザリン・スミス・カーター（Eleanor Rosalynn Smith Carter, 1927年8月18日 - 2023年11月19日）は、アメリカ合衆国大統領ジミー・カーターの妻。アメリカ合衆国のファーストレディ。身長5フィート5インチ（約165センチメートル）。

## 生い立ち

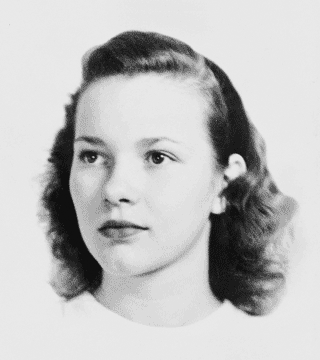
17歳頃に撮影された写真

夫の大統領就任当日に娘のエイミーと（1977年1月20日）

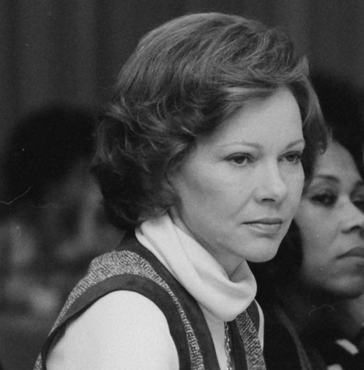
「アメリカ精神衛生調査委員会」の公聴会の議長を務める。(1978年1月17日)

鄧小平夫人の卓琳と並んで歩く。(1979年1月29日)

1927年8月18日午前7時にジョージア州プレーンズで自動車整備工及び農家を営むエドガー・スミス (1896 - 1940) と婦人服の仕立て屋であるフランシス・アレッサ「アリー」マレー (1904 - 1997) の間の4人の子どもの1番目として誕生した。
13歳の時に父親が白血病で死去し、彼女は兄弟を育てるために母親の洋裁を手伝った。プレーンズ高校を卒業生総代として卒業し、ジョージア・サウスウェスタン州立大学に入学した。

## 結婚と家族
ジミー・カーターとロザリンは以前に知り合っていたが、カーターがアナポリスの海軍兵学校在学時の1945年に交際を始めた。2人は1946年7月7日にプレーンズで結婚した。
彼らは4人の子供をもうけた。ジョン・ウィリアム・"ジャック" (1947 - ) 、ジェームズ・アール・"チップ"3世 (1950 - ) 、ジェフリー・ドネル (1952 - ) 及びエイミー・リン (1967 - ) 。ジョン、ジェームズ、ジェフリーの3人はカーターが軍務で転属を繰り返したため、ジョージアから離れた各地で生まれた。
1953年にカーターが海軍を退役した後、彼女は家業のピーナッツ栽培と倉庫業を手伝い、1962年にカーターがジョージア州議会議員に選出されると、政界で活発に夫を助けた。
カーターがジョージア州知事に就任すると、ロザリンはファーストレディとして、精神疾患・情緒障害者へのサービスを改善するよう知事配下の委員会メンバーに任命された。委員会は多数の改善点を知事に示し、その多くが承認され法制化された。さらにロザリンはアトランタにあるジョージア地域病院でのボランティアに5年間従事し、また知的障害児のためのジョージア州スペシャルオリンピックスの名誉議長も務めた。
1975年1月に知事の任期が終了するとカーターは妻子と共にプレーンズに戻った。彼は大統領選挙出馬の計画を既に発表しており、ロザリンは再び選挙戦の遊説に戻り、夫の代わりに41州で単独遊説を行った。
ロザリンは全米各地を演説に回っていた数ヶ月の間にも表彰を受けた。メンタル・ヘルス国立協会の役員に選出。男女平等憲法修正案に対する彼女の活発な支援へに対して全米女性機構より表彰。また、ボランティア・サービス南西協会からボランティア・オブ・ザ・イヤー賞を表彰。

## ファーストレディとして
1977年1月20日に大統領就任式でカーター夫妻は手に手を取ってペンシルベニア通りを歩いた。見せびらかすこと無く彼女はピクニック・ランチを用意し、式には6年来の服を着ていた。
ロザリン・カーターは南部人の愛らしさと粘り強い働きからホワイトハウスの記者団から「鋼のモクレン」とあだ名された。彼女が夫の最も親しいアドバイザーかつ腹心だったことは公然の事実であり、彼女は多くの閣僚会議に参加した。実際に彼女はホワイトハウスの自らのオフィスに書類カバンを持ち込んだ最初のファーストレディであった。
ホワイトハウスで暮らした期間に彼女は多くの組織から称えられ、多くの賞を受賞した。彼女はメンタル・ヘルス大統領委員会の名誉議長職を務め、メンタル・ヘルス・システム法の成立に貢献した。さらに、国立メンタル・ヘルス協会によって「Volunteer of the Decade」と表彰された。
1980年アメリカ合衆国大統領選挙では彼女は再び夫の代理として活発に遊説した。選挙対策事務所長は選挙の前の週末に、夫妻に最新の世論調査の結果が激戦であり、ロナルド・レーガン陣営が優勢であると伝えて敗北の見込みを示した。彼女は苦悶して屈み込んだ。

## 後年
プレーンズへ戻ってからロザリンはアメリカ心理学会の会長による表彰、南部バプテスト連盟のキリスト教生命委員会からキリスト教社会倫理のリーダーシップにおける奉仕に対する特別賞を受け取った。1983年8月、ガネット社の重役に選任され、1984年4月にはハビタット・フォー・ヒューマニティー団体のアドバイザー委員会のメンバーに就任する。彼女の自叙伝『First Lady from Plains』は1984年5月に出版された。その同じ月、アメリカ精神医学会の名誉会員となる。さらに国立メンタル・ヘルス協会の名誉委員でもある。
2001年には全米女性の名誉の殿堂に加わった。以降はグローバルな人権活動家として活動し、またカーター・センターの副会長でもあった。
2023年5月30日に、家族は認知症となっていることを公表した。
同年11月19日、ジョージア州の自宅で亡くなった。17日に、終末期の痛みや苦しみを緩和する在宅ホスピスケアに入ってから二日後の死去となった。死因は不明。

## 逸話
1970年、州知事夫人だったロザリンは、末子であるエイミーのナニーとしてメアリー・プリンスを選んだ。プリンスは正当防衛を訴えたものの殺人罪で終身刑を受け、模範囚として更生プログラムを受けていた人物だった。
その後、ジミー・カーターの大統領就任に伴い、プリンスもカーター家と共にホワイト・ハウスに引っ越すこととなったが、これが大きな議論を呼んだ。テレビ番組『サタデー・ナイト・ライブ』でも悪意を持ってパロディー化された。
しかし、カーター夫妻、特にロザリンは、プリンスが黒人であるが為に十分な捜査も裁判も受けらず、不当に重い刑を課せられたと信じ、プリンスを中傷から守った。カーター家とプリンスの関係はその後も続き、エイミーが成人してからもエイミーの子供らの世話を続けた。